# COGAS

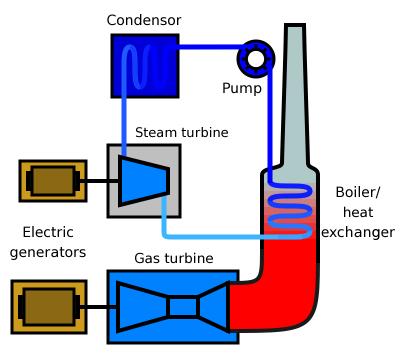
Схема работы парогазовой установки типа COGES (является подтипом системы COGAS, в которой газотурбинная и паротурбинная установки через редукторную передачу вращают непосредственно валопровод).

COGAS (англ. combined gas and steam — комбинированные газ и пар) — тип комбинированной судовой энергетической установки (СЭУ), которая состоит из газовой и паровой турбин.
В этой системе паровая турбина работает, используя тепло выхлопa газовой турбины. Таким образом они используют энергию, которая в противном случае была бы потеряна, снижая удельный расход топлива.
Если турбины не вращают валопровод через редукторную передачу непосредственно, а вместо этого используется турбоэлектрическая трансмиссия, то такая система называется COGES (англ. combined gas–electric and steam).
В отличие от других комбинированных систем, в системе COGAS отдельная работа газовой и паровой турбины хотя и возможна, обычно для большей эффективности они работают вместе.
Не следует путать эту систему с системой COSAG, в которой паровые котлы используют традиционные мазутные котлы для паровой турбины для движения на крейсерской скорости и газовую турбину для движения на максимальной скорости.
Система COGAS была предложена для использования на кораблях, использующих только газовые турбины, или на которых газовые турбины являются основными, к примеру, на эсминцах УРО типа «Арли Бёрк». В советском ВМФ комбинированная КЭУ типа COGAS была реализована, например, на ККС «Березина». Но в настоящее время ни один военный корабль не использует эту систему. Зато эта система используется на некоторых современных круизных судах, например, на Celebrity Millennium компании Celebrity Cruises.
В настоящее время компания BMW проводит исследования использования системы «комбинированный газ и пар» для использования в автомобилях, с использованием турбопаровой системы. Она использует отработанное тепло выхлопных газов и превращает его в пар для получения крутящего момента, который поступает на коленчатый вал.

## Комбинированные электростанции
Комбинированные (парогазовые) электростанции с электрическим КПД до 63,08 % являются одними из самых эффективных традиционных электростанций (см. газовый двигатель). При использовании природного газа, производимого традиционным способом, выбросы парниковых газов электростанциями с комбинированным циклом составляют около 450 г CO2-эквивалента/кВт⋅ч.